# Zuger Attentat

Das Parlamentsgebäude in Zug

Das Zuger Attentat wurde am 27. September 2001 während einer Sitzung des Kantonsrates im Parlamentsgebäude in Zug (Kanton Zug, Schweiz) verübt. 14 Politiker wurden vom Attentäter Friedrich Leibacher erschossen, der sich kurz darauf selbst das Leben nahm. Leibacher hatte zuvor jahrelang durch exzessiven Gebrauch von Rechtsmitteln auf sich aufmerksam gemacht.
Der Attentäter gelangte mit einer selbstgefertigten Polizeiweste und mehreren Waffen, darunter ein Sturmgewehr SIG 550 in der zivilen Ausführung, eine Pistole SIG Sauer P232, eine Vorderschaftrepetierflinte Remington 870 sowie ein Revolver S&W Model 19-7, unbehelligt ins Zuger Parlamentsgebäude und schoss im Saal des tagenden Parlaments wild um sich. Er tötete dabei drei Regierungsräte und elf Kantonsräte, verletzte zahlreiche Politiker sowie einige Journalisten zum Teil schwer. Er feuerte insgesamt 91 Schüsse ab. Zudem zündete er eine selbstgebastelte Bombe. Sein eigentliches Hauptziel, der Zuger Regierungsrat Robert Bisig, blieb unverletzt. Leibacher hinterliess am Tatort einen Abschiedsbrief mit dem Titel «Tag des Zornes für die Zuger Mafia». Offenbar wähnte er sich als Opfer eines Komplottes gegen sich.
Dieser Anschlag war der erste dieser Art in der Schweiz und für den gesamten Kanton Zug ein traumatisches Erlebnis. Die ganze Schweiz wurde in tiefe Trauer und Betroffenheit versetzt. Weltweit, auch unter dem Eindruck der kurz zuvor erfolgten Anschläge vom 11. September in New York City, machte sich Entrüstung über diese Tat breit. Zahlreiche Parlamente und Organisationen rund um die Welt entsandten Beileids-Botschaften.

## Täter
Der Attentäter Friedrich «Fritz» Heinz Leibacher wurde am 21. Juli 1944 in Zug geboren und war kaufmännischer Angestellter. Leibacher war Schweizer Staatsbürger. Er ging drei Ehen mit Frauen aus der Dominikanischen Republik ein, gegen mindestens eine der Ehefrauen war er gewalttätig. Er hatte aus diesen Ehen drei Kinder. 1970 wurde er durch das Strafgericht in Zug wegen verschiedener Vermögensdelikte, Unzucht mit Kindern, öffentlichen unzüchtigen Handlungen, Urkundenfälschung und Strassenverkehrsverstössen zu 18 Monaten Haft verurteilt, stattdessen jedoch in eine Arbeitserziehungsanstalt eingewiesen.
Leibacher konnte sich nie richtig im Erwerbsleben zurechtfinden und war in verschiedenen Kantonen als Arbeitsloser gemeldet; schliesslich bezog er eine Invalidenrente. Bereits früher waren ihm eine Persönlichkeitsstörung, Alkoholkrankheit sowie Gehirnschwäche attestiert worden. Leibacher beschwerte sich aus unveröffentlichtem Grund fortwährend bei den Behörden. Gemäss Schlussbericht wurde 1996 über Leibacher ein psychiatrischer Bericht erstellt, wonach er Persönlichkeitsstörungen habe, der Grund des Berichts wurde nicht angegeben. Daraufhin erwarb er mehrere Waffen und begann ein Schiesstraining in einem Verein.
Zwei Jahre später fand ein aktenkundiger Vorfall statt: 1998 wurde er nach einem Streit mit einem Buschauffeur der Zugerland Verkehrsbetriebe angezeigt; er soll diesen mit einer Waffe bedroht haben. In der Folgezeit schickte Leibacher seine Tochter in ein Internat in Australien; der Staatsanwalt reichte zweieinhalb Jahre nach dem Vorfall vor Gericht eine Anklage gegen Leibacher ein. Danach ereignete sich das Zuger Attentat.

## Tathergang

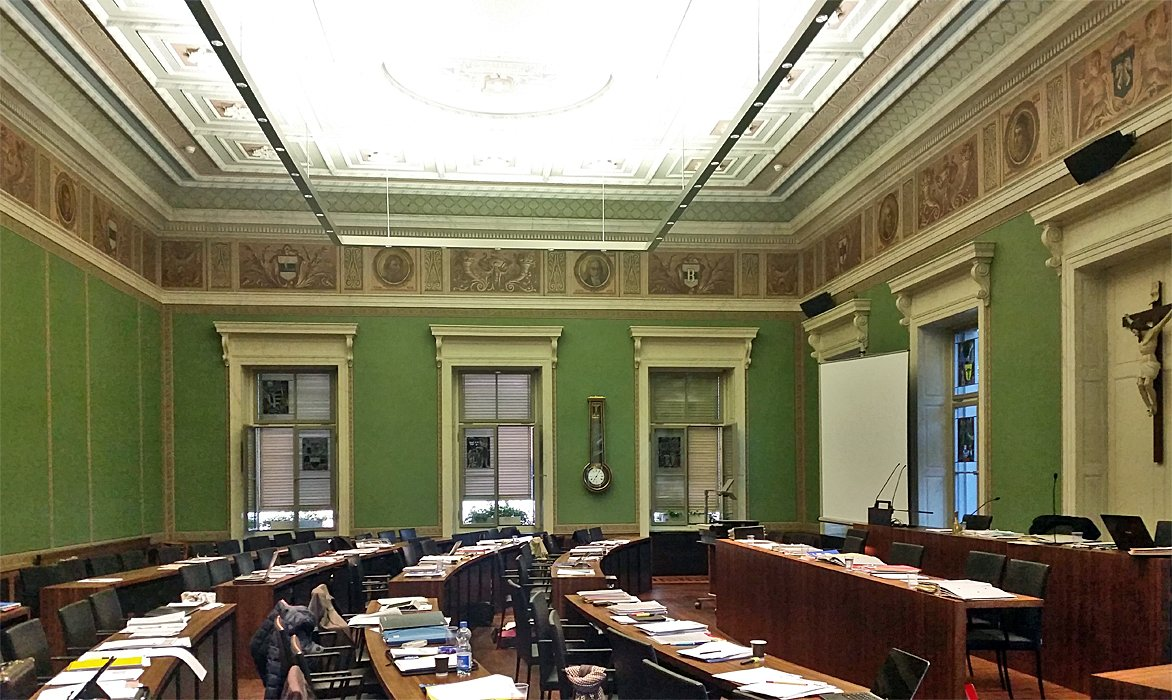
Der Kantonsratssaal, in dem Fritz Leibacher um sich schoss

Um 10:00 Uhr fiel Leibacher einer Fussgängerin in Inwil bei Baar auf, als er mit seinem Auto mitten auf der Strasse angehalten hatte. Er stieg aus, zog eine dunkle Jacke aus, unter der er eine dunkelblaue Weste mit der Aufschrift «Polizei» trug. Daraufhin stieg er wieder in sein Auto und fuhr Richtung Zug weiter. Kurz vor 10:30 Uhr fuhr er mit seinem Auto direkt vor das Regierungsgebäude. Bekleidet mit einer selbstgemachten, polizeiähnlichen Uniform (Baseballmütze mit aufgesticktem Zuger Wappen, dunkle Reporterweste mit auf dem Rücken aufgeklebter weisser Beschriftung «Polizei»), marschierte er in das Regierungsgebäude. Im Foyer des Kantonsratssaals sah Leibacher zwei Ratsmitglieder, von denen er eines um 10:32:24 Uhr erschoss. Danach betrat er den Saal und gab 28 oder 29 Schüsse aus dem Selbstladegewehr innerhalb von 14 Sekunden ab. Presseleute und Ratsmitglieder warfen sich auf den Boden oder versteckten sich zwischen den Pultreihen und unter den Pulten. Ein Ratsmitglied stürzte sich aus einem Fenster. Nachdem Leibacher sein Gewehr neu hatte laden müssen, verschoss er weitere 30 Patronen. Danach zündete er einen als Sprengsatz präparierten Kunststoffkanister, der im rechtsseitigen Gang explodierte. Ein Ratsmitglied wurde dadurch schwer am Kopf verletzt. Während er bisher alle Schüsse aus dem Eingang des Saales abfeuerte, gab er seine letzten 30 Schüsse gehend ab, womöglich auf der Suche nach einem bestimmten Ratsmitglied. Mutmasslich stehend oder eventuell auf dem Fenstersims sitzend, erschoss sich Leibacher um 10:34 Uhr selbst. Das Attentat dauerte insgesamt 2 Minuten und 34 Sekunden.
Um 10:33 Uhr wurde die Einsatzzentrale der Zuger Polizei durch einen Kantonsrat informiert, der sich zum Zeitpunkt des Attentats nicht im Saal aufgehalten hatte. Beinahe zur gleichen Zeit fuhr zufällig ein Beamter der damaligen Stadtpolizei mit dem Streifenwagen in der Neugasse stadteinwärts. Bei der Ampel hörte er vier bis fünf dumpfe Knallgeräusche, Passanten deuteten ihm, dass diese vom Regierungsgebäude her kamen. Er fuhr sofort mit Blaulicht auf den unteren Postplatz, wo er erneut Schüsse hörte. Um 10:40 Uhr trafen die ersten Einsatzkräfte der Zuger Polizei ein. Zwei Beamte begaben sich in den Kantonsratssaal, wo sie Leibacher schwer verletzt auffanden. Er hatte sich selbst eine Schussverletzung zugefügt, an der er in der Folge verstarb. Vor dem Regierungsgebäude stellte die Zuger Polizei sein Auto fest, wo sie einen geladenen Revolver, eine Schrotpatrone und 29 Kopien des Flugblattes «Tag des Zornes für die Zuger Mafia» auffanden.

## Krisenbewältigung
Nur zwei der sieben Regierungsräte waren noch arbeitsfähig: Volkswirtschaftsdirektor Robert Bisig und Finanzdirektorin Ruth Schwerzmann. Sicherheitsdirektor Hanspeter Uster sowie Bildungs- und Kulturdirektor Walter Suter lagen verletzt im Spital. Um 16:00 Uhr organisierte der unverletzt gebliebene Landschreiber Tino Jorio eine elfköpfige Taskforce, die am kommenden Morgen um 8:00 Uhr unter seiner Leitung zusammentrat. Bisig und Schwerzmann übernahmen zusammen mit den Direktionssekretären die Führung der verwaisten Departemente, der Parlamentsbetrieb wurde bis Ende November ausgesetzt. Die Taskforce hielt sechs Sitzungen ab und löste sich am 12. Oktober wieder auf. Am 23. Oktober tagte die Regierung erstmals in neuer Form, am 29. November nahm auch der Kantonsrat, nun im grossen Saal des Zuger Polizeigebäudes, seine Arbeit wieder auf.
Am 1. Oktober fand in der Pfarrkirche St. Michael der offizielle Trauergottesdienst statt. Vertreter der katholischen Kirche wollten am Versöhnungsgedanken festhalten und neben den 14 Kerzen für die Getöteten auch eine 15. Kerze für den Täter anzünden. Die Angehörigen wehrten sich jedoch dagegen. Während des Gottesdiensts sagte Bischof Kurt Koch: «Für den Täter eine Kerze zu entzünden – ich spüre es –, ist für viele noch zu früh.» Er übergab die Kerze dem Zuger Regionaldekan, der sie ein Jahr später zusammen mit einem reformierten Kollegen anzündete.
Während den zehn Jahren bis zu seiner Pensionierung im September 2011 begleiteten Tino Jorio und seine Frau Ruth sowie Landesweibel die Angehörigen der Getöteten und vermittelte Anwälte, die bei Rechtsfragen halfen. Mit ausländischem Geld aus dem Nachlass des Attentäters finanzierte Jorio einen Teil der Opferhilfe. Der überwiegende Teil des Schmerzensgelds kam gemäss Opferhilfegesetz aus der Staatskasse.

## Todesopfer
- Peter Bossard (Regierungsrat/Statthalter, FDP, Zug)
- Monika Hutter-Häfliger (Regierungsrätin, SP, Baar)
- Jean-Paul Flachsmann (Regierungsrat, SVP, Zug)
- Herbert Arnet (Kantonsratspräsident, CVP, Cham)
- Martin Döbeli (Kantonsrat, FDP, Zug)
- Dorly Heimgartner (Kantonsrätin, FDP, Zug)
- Kurt Nussbaumer (Kantonsrat, FDP, Oberägeri)
- Rolf Nussbaumer (Kantonsrat, CVP, Baar)
- Konrad Häusler (Kantonsrat, CVP, Unterägeri)
- Erich Iten (Kantonsrat, FDP, Unterägeri)
- Karl Gretener (Kantonsrat, CVP, Cham)
- Willi Wismer (Kantonsrat, CVP, Risch)
- Heinz Grüter (Kantonsrat, FDP, Baar)
- Käthi Langenegger (Kantonsrätin, CVP, Baar)

(Quelle:)

## Folgen
Als Folge dieses Attentats wurden in zahlreichen Kantonsparlamenten die Sicherheitsmassnahmen verschärft bzw. überhaupt erst vorgenommen und teilweise strenge Zutrittskontrollen für Besucher sowie Sicherheitsausweise für die Parlamentarier eingeführt.
Auf Bundesebene wurde nicht zuletzt deshalb die Sektion Sicherheit Parlamentsgebäude als Teil des Bundessicherheitsdienstes gebildet, eine rund 35 Personen starke Polizeieinheit, welche vor allem das Bundeshaus in Bern sichert. Es wurden im Rahmen der Einführung einer allgemeinen elektronischen Zutrittskontrolle für Besucher Türkontrollen mit Durchleuchtungsapparaten eingerichtet und verschiedene Trakte des Bundeshauses durch Sicherheitsschleusen abgesichert, welche von den Politikern mittels eines Badges geöffnet werden können.
In vielen Kantonen und Gemeinden wurden zudem als Präventionsmassnahme Listen von Personen eingerichtet, die als sogenannte Querulanten aufgefallen sind. Personen also, welche die Instanzen mit Einsprachen und Einsprüchen bombardieren, damit scheitern, glauben, ungerecht behandelt zu werden, und teilweise auch Drohungen gegen Behördenmitglieder aussprechen. Diese werden seither schärfer überwacht. Teilweise wurden auch Mediationsstellen eingerichtet. Polizeidienststellen reagieren seither weitaus sensibler auf Hinweise zu derartigen Bedrohungen und nehmen drohende Personen vorübergehend fest, wobei bei anschliessenden Hausdurchsuchungen oft Waffen beschlagnahmt werden.
Regisseur Sascha Weibel und Filmredaktor Felix Karrer begannen kurze Zeit nach dem Attentat mit der Planung einer Verfilmung. Die Recherchen wurden mit 40'000 Franken vom Schweizer Fernsehen und vom Bundesamt für Kultur (BAK) finanziert. Die Zuger Regierung setzte sich gegen das Filmprojekt ein, weshalb sich das Schweizer Fernsehen von dem Projekt zurückzog und es schließlich nicht realisiert wurde.

## Dokumentationen; Podcast
- Das Attentat von Zug – 5 Jahre danach (Memento vom 2. Februar 2012 im Internet Archive). In: DOK vom 21. September 2006.
- Marion Friedrich Honegger: «Kriminalfälle – Schweizer Verbrechen im Visier»: Das Attentat von Zug. In: DOK vom 28. Juli 2009 (YouTube).
- Es geschah am… Das Attentat von Zug. In: SRF.ch, 12. September 2021.
- Urbaniok musste den Zuger Attentäter begutachten – jetzt blickt er zurück. In: Tages-Anzeiger, 4. August 2023 (Podcast, 43 Min.).

## Videobeiträge (chronologisch)
- Alte Wunden aufgerissen. In: Schweiz aktuell vom 25. Juli 2011 (4:32 Minuten)
- Zug: Zehn Jahre danach. In: 10vor10 vom 26. September 2011 (4:23 Minuten)